# XM29 OICW
XM29理想單兵戰鬥武器是美軍對開發中多功能整合式武器系統的通稱，這個武器系統能發射5.56×45 NATO步槍子彈及20毫米電子引信空爆彈，原型版本是1990年代理想單兵戰鬥武器（Objective Individual Combat Weapon program）的一部分。XM29 OICW有時又稱為SABR（Selectable Assault Battle Rifle），但這名稱並不常用。

## 開發歷史
美軍在1980年代的先進戰鬥步槍（Advanced Combat Rifle）計劃取消後，在1990年代早期研究新一代單兵武器系統的可能性，並在1994年提出了理想單兵戰鬥武器（英语：OICW——Objective Individual Combat Weapon）開發計劃，取名為「XM29 OICW（全稱XM29 Objective Individual Combat Weapon）」，這個計劃將步槍、榴彈發射器及火控系統整合為一體，以取代美軍士兵常用的M16突擊步槍或M4卡賓槍加裝M203榴彈發射器的組合。
以目前進度來分類，XM29 OICW的武器系統開發可分四個階段：
- 最初版本
- Block 1：以最初版本作減輕重量、改良結構及火控系統等的改進
- Block 2：進一步改進
- Block 3：目前版本，但仍未能達標

XM29 OICW的項目主要由美國的ATK（Alliant Techsystems）及德國黑克勒-科赫（Heckler & Koch，簡稱HK）開發，其中ATK負責25毫米榴彈發射器及電子火控系統，而HK則負責步槍部份。由於步槍部份（XM8）被取消，榴彈發射器部份（XM25）的彈藥設計及電子火控系統亦未合要求，武器整合時超出計劃指定重量，因此XM29 OICW目前已取消。

## 設計

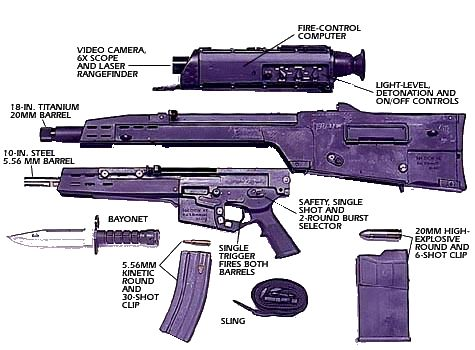
XM29 OICW分解圖（早期版本）

XM29 OICW主要由三個部份組成，火控系統、步槍部份及榴彈發射器部份，組合後可通過設定火控系統及握把上的按鈕調校各種系統功能，分開後仍可獨立使用。

### 火控系統
XM29 OICW的XM104火控系統安裝在榴彈發射器的機匣頂部，這個火控系統內藏電子處理器，可自動計算目標距離、分辨敵我、設定電子引信空爆彈的引爆時間及高度、激光指示、目標方位及武器角度等。
| 火控系統目鏡模擬圖 | 說明 |
|                    | 1. 激光指示器狀態 2. 激光測距鎖定的目標距離 3. 手動設定的目標距離 4. 電子處理器的鎖定目標 5. 被激光鎖定的目標 6. 自動計算距離後的修正瞄准紅點 7. 方位 8. 武器角度 |

### 步槍部份

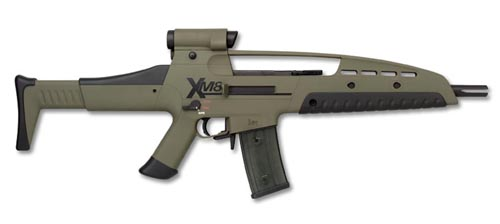

XM29 OICW採用由德國黑克勒-科赫（Heckler & Koch）開發的XM8突擊步槍。XM8是一種比M16/M4更為方便的模組化步槍，發射美軍現用的5.56×45毫米北約標準步槍子彈，並採用來自HK G36的氣動式運作系统及轉拴式槍機，30發半透明彈匣，機匣頂部裝有整合式瞄准系統（標凖型配有一個1倍反射式瞄准鏡及紅外線指示器及照明燈），放棄現用MIL-STD-1913戰術導軌，改用新設計的PCAP（Picatinny Combat Attachment Points）圓點式導軌。
由於設計所需的技術較其餘兩者小，XM8的進度比較快，甚至獨立衍生出一個槍族，包括了：
- 標凖型 - 標凖版本，12.5寸槍管，可下掛M320榴彈發射器
- 緊湊型 - 改用9寸短槍管
- 輕機槍／精確射手混合型 - 20寸長重槍管，4倍瞄准鏡，護木整合兩腳架，輕機槍型改用C-Mag 100發彈鼓

緊湊型在嘗試更輕量化時出現嚴重問題，最後美國陸軍於2005年10月31日、沒有說明理由之下取消整個XM8計劃。

### 榴彈發射器部份

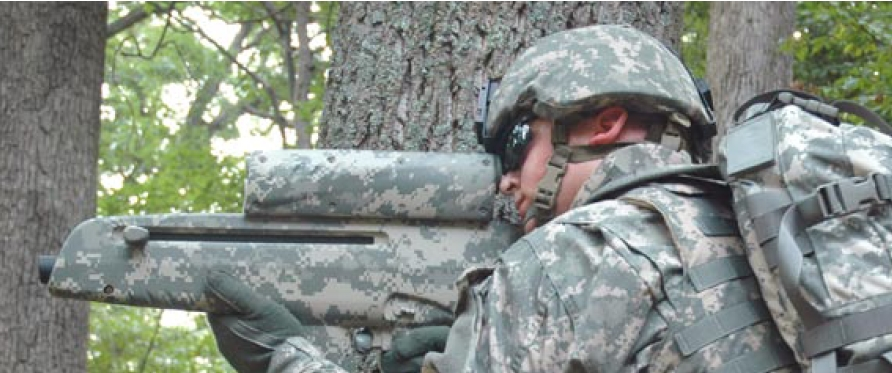
塗有數位迷彩的XM25

XM25是XM29 OICW的半自動榴彈發射器部份，這個榴彈發射器與XM8結合時會成為XM29的槍托。它最特別的功能是可通過調整火控系統來設定令引信榴彈在目標空中或附近引爆，以比傳統榴彈有更大的範圍殺傷力，面射程達1000米，在發現20×28毫米榴彈的殺傷效果不佳後，XM25改用口徑為25×40毫米的電子引信榴彈及與XM307自動榴彈發射器通用的普通榴彈。
在2017年4月5日，由於XM25 CDTE計畫主要承包商Orbital ATK未能依約交付要求的20套武器系統，因此陸軍宣布與Orbital ATK間的合約取消。